# VU-3D
VU-3D es un programa de modelado 3D para el Sinclair ZX Spectrum. Fue lanzado por Psion en 1982.

## Características
Utilizando comandos sencillos, el usuario podía crear objetos sólidos tridimensionales, visualizarlos, modificarlos, imprimirlos y almacenarlos.
VU-3D incluía comandos para permitir al usuario moverse alrededor del objeto y visualizarlo desde diferentes ángulos y distancias.
La creación de objetos se realizaba con el algoritmo wireframe, con la posibilidad de definir una fuente de luz y renderizar una imagen sombreada.
Junto con VU-Calc y VU-File, formaba parte de la suite de productividad de Psion.